# 恩塞納達德烏特里亞國家自然公園

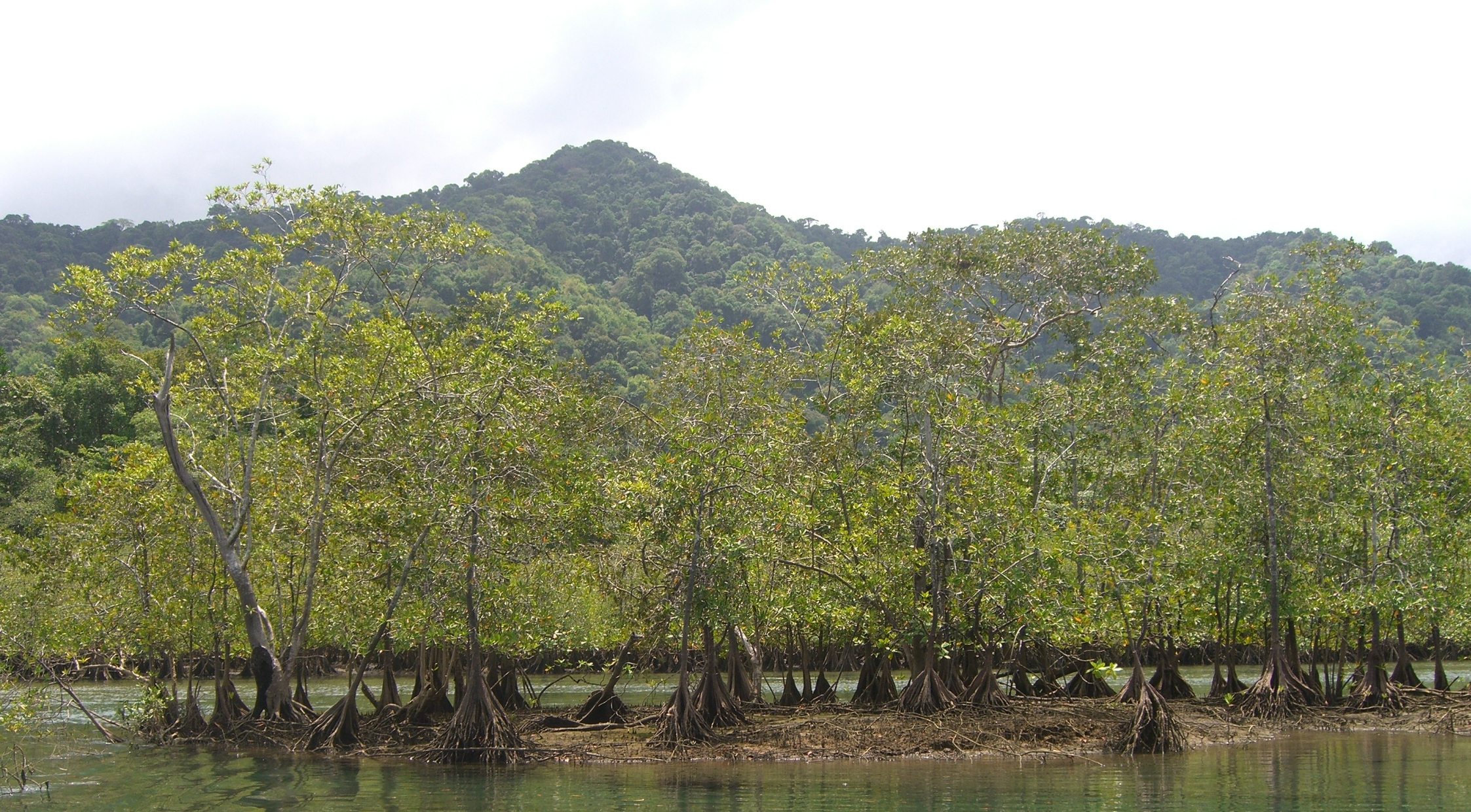

恩塞納達德烏特里亞國家自然公園（西班牙語：Parque nacional natural Ensenada de Utría）是哥倫比亞的國家公園，位於該國西北部喬科省，成立於1987年10月，面積543平方公里，每年平均降雨量超過10,000毫米。